# Elizabeth Edgar (Botanikerin)

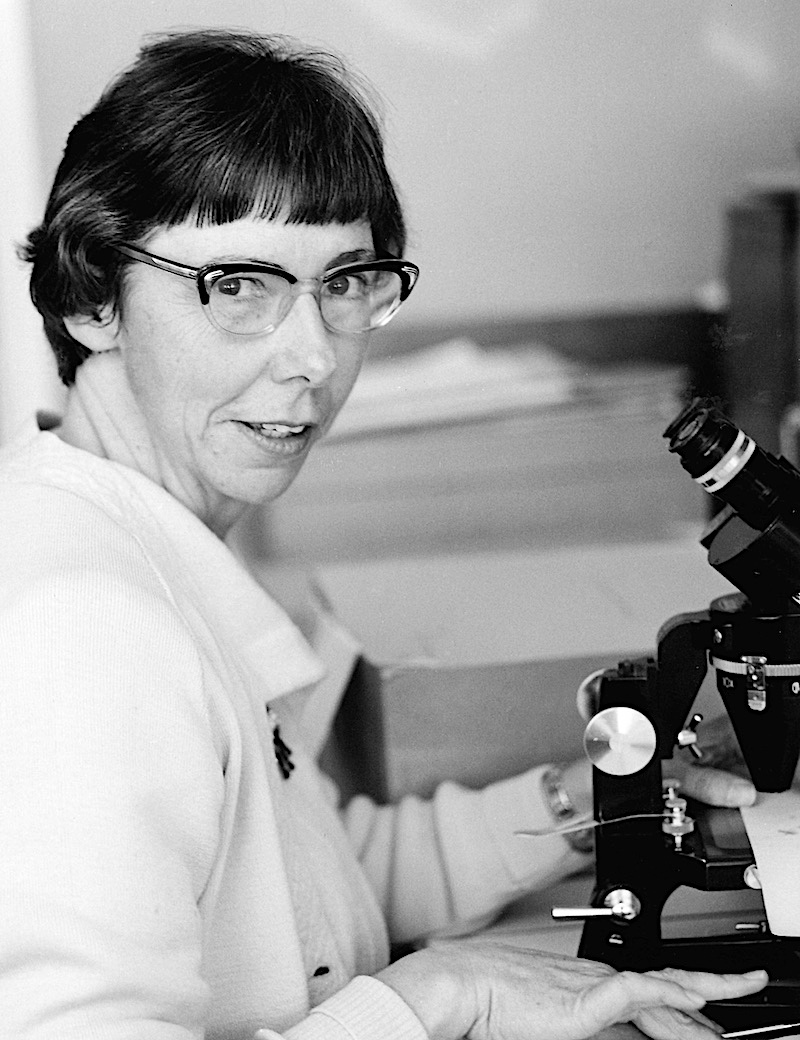
Elizabeth Edgar (ca. 1970)

Elizabeth Edgar (* 27. Dezember 1929 in Christchurch, Canterbury, Neuseeland; † 1. Januar 2019 ebenda) war eine neuseeländische Botanikerin, die einen wesentlichen Beitrag zur Taxonomie neuseeländischer Pflanzen geleistet hat.

## Leben
Elizabeth Edgar wurde am 27. Dezember 1929 als eine von drei Töchtern der Eheleute Laura Henderson Fyfe und Cuthbert Edgar in Christchurch geboren. Sie besuchte die Rangi Ruru Girls’School und das Canterbury College of University of New Zealand, das 1961 zur University of Canterbury wurde. Nach dem Bachelor-Abschluss im Studiengang Classics im Jahr 1950, begann sie 1952 als Bibliotheks-Assistentin im Department of Scientific and Industrial Research (DSIR) zu arbeiten. Nach dem Wechsel zur DSIR-Bibliothek in Wellington hatte sie dort die Möglichkeit in der Abteilung für Botanik zu arbeiten. Die Begegnung mit der Botanikerin Lucy Moore brachte Edgar dazu Systematikerin im Bereich Biologie zu werden. Auch war es ihre Tante Marion Fyfe, Zoologin und erste Frau, die in den Council of the Royal Society Te Apārangi gewählt wurde, die sie für ein wissenschaftliches Studium in der Botanik inspiriert hatte.
1953 schloss Edgar ihr Studium mit einem Bachelor of Science in Botanik ab und ließ sich in den Jahren 1955 und 1957 bis 1959 unbezahlt beurlauben, um am Canterbury College in Christchurch weiter zu studieren und mit ihrem Master sowie anschließend im Jahr 1960 mit ihrem Doktortitel (Ph.D.) zu absolvieren. Nach ihrem Abschluss des Studiums wechselte sie im Department of Scientific and Industrial Research (DSIR) nach Lincoln, wo das Institut seinen neuen Hauptsitz hatte.
1964 publizierte Edgar ihre erste pflanzensystematische Abhandlung. Zahlreicher weitere Publikationen, auch zusammen mit anderen Wissenschaftlern, sollten bis in das Jahr 1999 folgen (Siehe Werke). Sie veröffentlichte 120 Namen neuer Pflanzen und beschrieb 52 neue Arten, Unterarten und Variationen von vier Pflanzenfamilien, vor allem aber in der Gruppe der Gräser und drei Spezies erhielten ihr zu Ehren ihren Namen, wie Carex edgariae (1968), Juncus edgariae (2000) und Libertia edgariae (2002).
Elizabeth Edgar verstarb am 1. Januar 2019 in ihrer Heimatstadt Christchurch.

## Auszeichnungen
- 1993 – New Zealand Botanical Society’s Allan Mere Award – für besondere Verdienste um die Abteilung Botanik, DSIR
- 1990 – NZ 1990 Commemoration Medal
- 2000 – Royal Society Te Apārangi’s Hutton Medal (zusammen mit Henry Connor)[3]

## Werke

### Flora of New Zealand
- 1970 – Lucy B. Moore, Elizabeth Edgar: Flora of New Zealand. Volume II. Government Printer, Wellington 1970 (englisch).
- 1980 – A. J. Healy, Elizabeth Edgar: Flora of New Zealand. Volume III. Government Printer, Wellington 1980 (englisch).
- 2010 – Elizabeth Edgar, H. E. Connor: Flora of New Zealand. Volume V – Grasses. Manaaki Whenua Press, 2010 (englisch).

### Als Autorin
- 1958 – Studies in New Zealand Cotulas. In: Transactions and Proceedings of the Royal Society of New Zealand. Vol. 85, 1958, S. 357–377 (englisch).
- 1961 – Fluctuations in mitotic index in the shoot apex of Lonicera nitida. Hrsg.: University of Canterbury. Christchurch 1961 (englisch).
- 1964 – Leaf characters and a new species in Oreobolus (Cyperaceae). In: New Zealand Journal of Botany. Vol. 2, No. 4, 1964, S. 454–458 (englisch).
- 1964 – The leafless species of Juncus in New Zealand. In: New Zealand Journal of Botany. Vol. 2, No. 2, 1964, S. 177–204 (englisch).
- 1964 – The natural sterile hybrid Carex diandra x secta. In: New Zealand Journal of Botany. Vol. 2, No. 3, 1964, S. 279–285 (englisch).
- 1966 – The male flowers of Hydatella inconspicua (Cheesem.) Cheesem. (Centrolepidaceae). In: New Zealand Journal of Botany. Vol. 4, No. 2, 1966, S. 159–184 (englisch).
- 1966 – The male flowers of Hydatella inconspicua (Cheesem.) Cheesem. (Centrolepidaceae). In: New Zealand Journal of Botany. Vol. 4, No. 2, 1966, S. 153–158 (englisch).
- 1966 – Two new species of Scirpus sect. Isolepis. In: New Zealand Journal of Botany. Vol. 4, No. 2, 1966, S. 196–200 (englisch).
- 1968 – Contrasting growth habits in New Zealand species of Gahnia. In: New Zealand Journal of Botany. Vol. 6, No. 1, 1968, S. 115–117 (englisch).
- 1968 – The New Zealand species of Leptocarpus (Restionaceae). In: New Zealand Journal of Botany. Vol. 6, No. 4, 1968, S. 467–469 (englisch).
- 1969 – Preface to “Characteres Generum Plantarum” by J. R. and G. Forster. 1776; a translation. In: New Zealand Journal of Botany. Vol. 7, No. 4, 1969, S. 311–315 (englisch).
- 1971 – Nomina nova plantarum Novae-Zelandiae 1960–1969 Gymnospermae, Angiospermae. In: New Zealand Journal of Botany. Vol. 9, No. 2, 1971, S. 322–330 (englisch).
- 1971 – Typification of Sporodanthus (Restionaceae). In: Taxon. Vol. 17, No. 5, 1971, S. 546 (englisch).
- 1973 – Names in Pseudopanax C.Koch (Araliaceae). In: New Zealand Journal of Botany. Vol. 11, No. 1, 1973, S. 171–176 (englisch).
- 1975 – Australasian Luzula. In: New Zealand Journal of Botany. Vol. 13, No. 4, 1975, S. 781–802 (englisch).
- 1978 – The record of Cyathochaeta diandra (Cyperaceae) for New Zealand. In: New Zealand Journal of Botany. Vol. 16, No. 1, 1978, S. 159 (englisch).
- 1989 – The identification of oats growing wild in New Zealand. Proceedings of the 33rd N.Z. Weed and Pest Control Conference. 1980, S. 230–236 (englisch).
- 1984 – Why is a sedge not a grass? Gardener, 1984 (englisch).
- 1984 – Why is a sedge not a rush? Gardener, 1984 (englisch).
- 1985 – Sedge can be catching. Gardener, 1985 (englisch).
- 1986 – Poa L in New-Zealand. In: New Zealand Journal of Botany. Vol. 24, No. 3, 1986, S. 425–503 (englisch).
- 1987 – Moore, Lucy Beatrice 1906–1987 – Obituary. In: New Zealand Journal of Botany. Vol. 25, No. 1, 1987, S. 177–178 (englisch).
- 1995 – New-Zealand species of Deyeuxia P-Beauv and Lachnagrostis Trin (Gramineae, Aveneae). In: New Zealand Journal of Botany. Vol. 33, No. 1, 1995, S. 1–33 (englisch).
- 1996 – Puccinellia Parl (Gramineae: Poeae) in New Zealand. In: New Zealand Journal of Botany. Vol. 34, No. 1, 1996, S. 17–32 (englisch).
- 1997 – Identification of species of Digitaria. In: Weed Identification News. Vol. 23, Juni 1997, S. 5–8 (englisch).
- 1998 – Supplement to checklist of Panicoid grasses naturalised in New Zealand. In: New Zealand Journal of Botany. Vol. 36, No. 2, 1998, S. 163–163 (englisch).
- 1998 – Trisetum Pers. (Gramineae: Aveneae) in New Zealand. In: New Zealand Journal of Botany. Vol. 36, No. 4, 1998, S. 539–564 (englisch).

### Als Co-Autorin (Erstgenannte)
- 1978 – Elizabeth Edgar, H. E. Connor: Nomina Nova II, 1970–76. In: New Zealand Journal of Botany. Vol. 16, No. 1, 1978, S. 103–118 (englisch).
- 1982 – Elizabeth Edgar, H. E. Connor: Dichelachne (Gramineae) in New-Zealand. In: New Zealand Journal of Botany. Vol. 20, No. 3, 1982, S. 303–309 (englisch).
- 1983 – Elizabeth Edgar, H. E. Connor: Nomina Nova III, 1977–1982. In: New Zealand Journal of Botany. Vol. 21, No. 4, 1983, S. 421–441 (englisch).
- 1983 – Elizabeth Edgar, P. J. Garnock-Jones, D. R. Given, G. H. Macmillan, B. P. J. Molloy, W. R. Sykes, C. J. Webb: D.S.I.R. – C.S.I.R.O. Colloquium on Plant Taxonomy. Hrsg.: Botany Division, D.S.I.R. Canberra, Australia 1983 (englisch, vom 26. Sept bis 2. Okt. 1983).
- 1987 – Elizabeth Edgar, J. E. Shand: Checklist of panicoid grasses naturalised in New-Zealand. with a key to native and naturalised genera and species. In: New Zealand Journal of Botany. Vol. 25, No. 3, 1987, S. 343–353 (englisch).
- 1987 – Elizabeth Edgar, H. E. Connor: Varietal grass names and combinations published by Hackel in Cheeseman Manual of the New-Zealand Flora, 1906. In: New Zealand Journal of Botany. Vol. 25, No. 3, 1987, S. 455–457 (englisch).
- 1991 – Elizabeth Edgar, H. E. Connor, J. E. Shand: Checklist of oryzoid, arundinoid, and chloridoid grasses naturalised in New-Zealand. In: New Zealand Journal of Botany. Vol. 29, No. 2, 1991, S. 117–129 (englisch).
- 1991 – Elizabeth Edgar, M. A. O’brien, H. E. Connor: Checklist of pooid grasses naturalised in New-Zealand .1. Tribes Nardeae, Stipeae, Hainardieae, Meliceae, and Aveneae. In: New Zealand Journal of Botany. Vol. 29, No. 2, 1991, S. 101–116 (englisch).
- 1991 – Elizabeth Edgar, M. B. Forde: Agrostis L. in New-Zealand. In: New Zealand Journal of Botany. Vol. 29, No. 2, 1991, S. 139–161 (englisch).
- 1996 – Elizabeth Edgar, E. S. Gibb: Checklist of pooid grasses naturalised in New Zealand.4. Tribe Poeae. In: New Zealand Journal of Botany. Vol. 34, No. 2, 1996, S. 147–152 (englisch).
- 1998 – Elizabeth Edgar, H. E. Connor: Zotovia and Microlaena: New Zealand Ehrhartoid Graminea. In: New Zealand Journal of Botany. Vol. 36, No. 4, 1998, S. 565–586 (englisch).
- 1999 – Elizabeth Edgar, E. S. Gibb: Koeleria Pers. (Gramineae: Aveneae) in New Zealand. In: New Zealand Journal of Botany. Vol. 37, No. 1, 1999, S. 51–61 (englisch).
- 1999 – Elizabeth Edgar, H. E. Connor: Species novae graminum Novae-Zelandiae I. In: New Zealand Journal of Botany. Vol. 37, No. 1, 1999, S. 63–70 (englisch).

### Als Co-Autorin
- 1967 – B. P. J. Molloy, Elizabeth Edgar: Australian sedge in New Zealand. In: New Zealand Journal of Agriculture. Vol. 114, No. 4, 1967, S. 41–44 (englisch).
- 1973 – B. P. J. Molloy, Elizabeth Edgar: Carex iynx: another introduced sedge from Australia. In: New Zealand Journal of Agriculture. Vol. 126, No. 2, 1973, S. 40–43 (englisch).
- 1974 – H. E. Conner, Elizabeth Edgar: Names and types in Cortaderia Stapf (Gramineae). In: Taxon. Vol. 23, No. 4, 1974, S. 595–605 (englisch).
- 1979 – H. E. Conner, Elizabeth Edgar: Rytidosperma Steudel (Notodanthonia Zotov) in New Zealand. In: New Zealand Journal of Botany. Vol. 17, No. 3, 1979, S. 311–337 (englisch).
- 1979 – M. J. A. Simpson, Elizabeth Edgar: Sedges (Cyperaceae) of Banks Peninsula, including (Kaitorete) Ellesmere Spit, Lyttelton Hills & north to New Brighton. In: Canterbury Botanical Society Journal. Vol. 79, 1979, S. 3–20 (englisch).
- 1980 – H. E. Conner, Elizabeth Edgar: The correct author citation for Rytidosperma tenuius. In: New Zealand Journal of Botany. Vol. 18, No. 2, 1980, S. 323 (englisch).
- 1987 – H. E. Conner, Elizabeth Edgar: Name changes in the indigenous New-Zealand Flora, 1960–1986 and Nomina Nova .4. 1983–1986. In: New Zealand Journal of Botany. Vol. 25, No. 1, 1987, S. 115–171 (englisch).
- 1987 – D. J. Galloway, Elizabeth Edgar: Obituary: John Kenneth Bartlett, M.Sc. (Sydney) 1945–1986: an appreciation. In: New Zealand Journal of Botany. Vol. 25, No. 1, 1987, S. 173–178 (englisch).
- 1989 – S. W. L. Jacobs, J. Everett, H. E. Connor, Elizabeth Edgar: Stipoid grasses in New-Zealand. In: New Zealand Journal of Botany. Vol. 27, No. 4, 1989, S. 569–582 (englisch).
- 1993 – H. E. Conner, Elizabeth Edgar, G. W. Bourdot: Ecology and distribution of naturalised species of Stipa in New Zealand. In: New Zealand Journal of Agricultural Research. Vol. 36, No. 3, 1993, S. 301–307 (englisch).
- 1994 – H. E. Conner, Elizabeth Edgar: Checklist of pooid grasses naturalised in New-Zealand .2. Tribe Triticeae. In: New Zealand Journal of Botany. Vol. 32, No. 4, 1994, S. 409–413 (englisch).
- 1995 – M. B. Forde, Elizabeth Edgar: Checklist of pooid grasses naturalised in New-Zealand .3. Tribes Bromeae and Brachypodieae. In: New Zealand Journal of Botany. Vol. 33, No. 1, 1995, S. 35–42 (englisch).
- 1997 – A. Esler, Elizabeth Edgar: Erythrina xsykesii. In: Auckland Botanical Society Journal. Vol. 52, 1997, S. 39–42 (englisch).
- 1999 – B. P. J. Molloy, Elizabeth Edgar, P. B. Heenan, P. J. de Lange: New species of Poa (Gramineae) and Ischnocarpus (Brassicaceae) from limestone, North Otago, South Island, New Zealand. In: New Zealand Journal of Botany. Vol. 37, No. 1, 1999, S. 41–50 (englisch).
- 1999 – C. J. Webb, Elizabeth Edgar: Spelling New Zealand in the specific and infraspecific epithets of vascular plants. In: New Zealand Journal of Botany. Vol. 37, No. 1, 1999, S. 71–77 (englisch).
- 1999 – C. J. Webb, I. Breitwieser, Elizabeth Edgar: Orthography of some geographical epithets in the New Zealand flora revisited. In: New Zealand Journal of Botany. Vol. 37, No. 4, 1999, S. 747–749 (englisch).
- 2002 – H. E. Conner, Elizabeth Edgar: The grasses John Buchanan illustrated in The Indigenous grasses of New Zealand (1878–1880). Tuhinga: Records of the Museum of New Zealand Te Papa Tongarewa. Vol. 13, 2002, S. 45–69 (englisch).
- 2002 – H. E. Conner, Elizabeth Edgar: History of the taxonomy of the New Zealand native grass flora. In: Journal of the Royal Society of New Zealand. Vol. 32, No. 1, 2002, S. 89–112 (englisch).